# Тур WTA 1990
Тур WTA 1990 (офіційно, за назвою спонсора, Kraft General Foods World Tour 1990) — серія елітних професійних тенісних турнірів, які проходили під егідою Жіночої тенісної асоціації (WTA) упродовж 1990 року. Календар Туру WTA 1990 містив 59 турнірів: турніри Великого шолома (під егідою Міжнародної тенісної федерації (ITF)), Фінал WTA та турніри 1-5 категорій. Сезон тривав з кінця листопада 1989 до листопада 1990 року.

## Графік
Нижче наведено повний розклад  турнірів сезону, включаючи перелік тенісистів, які дійшли на турнірах щонайменше до чвертьфіналу.
Позначення
| Турніри Великого шолома |
| Фінал WTA               |
| Турніри 1 категорії     |
| Турніри 2 категорії     |
| Турніри 3 категорії     |
| Турніри 4 і 5 категорій |
| Командні турніри        |

### Грудень 1989
| Тиждень   | Турнір | Чемпіонки                               | Фіналістки                                 | Півфіналістки                         | Чвертьфіналістки                                         |
| --------- | --- | --------------------------------------- | ------------------------------------------ | ------------------------------------- | -------------------------------------------------------- |
| 11 грудня | Brasil Tennis Cup Гуаружа, Бразилія Турнір 5 категорії $75,000 - Тверде - 32S/16D/32Q Одиночний розряд - Парний розряд | Федеріка Гомюллер 7–6(9–7), 6–4         | Патрісія Тарабіні                          | Нелле ван Лоттум Рената Марцинковська | Крістіна Тессі Морін Дрейк Геллас тер Рієт Андреа Тьєцці |
| 11 грудня | Brasil Tennis Cup Гуаружа, Бразилія Турнір 5 категорії $75,000 - Тверде - 32S/16D/32Q Одиночний розряд - Парний розряд | Мерседес Пас Патрісія Тарабіні 6–2, 6–2 | Клаудія Чабалгойті Лусіана Корсато-Овсянка | Нелле ван Лоттум Рената Марцинковська | Крістіна Тессі Морін Дрейк Геллас тер Рієт Андреа Тьєцці |

### Січень
| Тиждень           | Турнір | Чемпіонки                                        | Фіналістки                             | Півфіналістки                     | Чвертьфіналістки                                                          |
| ----------------- | --- | ------------------------------------------------ | -------------------------------------- | --------------------------------- | ------------------------------------------------------------------------- |
| 1 січня           | Hyundai Hopman Cup Перт, Австралія ITF Mixed Teams Championships A$1,000,000 – Тверде (i) – 12 teams                                                                 | Іспанія · 2–1                                    | Сполучені Штати Америки                | Австралія · Чехія                 | Італія · Радянський Союз · Франція · Австрія                              |
| 1 січня           | Danone Hardcourt Championships Брисбен, Австралія Турнір 4 категорії $150,000 – Тверде(Rebound Ace) – 64S/32Q/32D Одиночний розряд, Парний розряд                    | Наташа Звєрєва 6–4, 6–1                          | Рейчел Макквіллан                      | Бренда Шульц-Маккарті Юдіт Візнер | Гелена Сукова Крістін Годрідж Дате-Крумм Кіміко Яна Новотна               |
| 1 січня           | Danone Hardcourt Championships Брисбен, Австралія Турнір 4 категорії $150,000 – Тверде(Rebound Ace) – 64S/32Q/32D Одиночний розряд, Парний розряд                    | Яна Новотна Гелена Сукова 6–3, 6–1               | Гана Мандлікова Пем Шрайвер            | Бренда Шульц-Маккарті Юдіт Візнер | Гелена Сукова Крістін Годрідж Дате-Крумм Кіміко Яна Новотна               |
| 8 січня           | Holden NSW Open Сідней, Австралія Турнір 3 категорії $225,000 – Тверде(Rebound Ace) – 56S/32Q/28D Одиночний розряд, парний розряд                                    | Наташа Звєрєва 6–3, 4–6, 6–3                     | Барбара Паулюс                         | Юдіт Візнер Емі Фрейзер           | Радка Зрубакова Клаудія Порвік Жулі Алар-Декюжі Раффаелла Реджі           |
| 8 січня           | Holden NSW Open Сідней, Австралія Турнір 3 категорії $225,000 – Тверде(Rebound Ace) – 56S/32Q/28D Одиночний розряд, парний розряд                                    | Яна Новотна Гелена Сукова 6–3, 7–5               | Лариса Савченко-Нейланд Наташа Звєрєва | Юдіт Візнер Емі Фрейзер           | Радка Зрубакова Клаудія Порвік Жулі Алар-Декюжі Раффаелла Реджі           |
| 15 січня 22 січня | Відкритий чемпіонат Австралії з тенісу Мельбурн, Австралія Великий шолом $1,000,000 – Тверде(Rebound Ace)– 128S/48Q/64D/32X Одиночний розряд – Парний розряд – Мікст | Штеффі Граф 6–3, 6–4                             | Мері Джо Фернандес                     | Гелена Сукова Клаудія Порвік      | Патті Фендік Катарина Малеєва Зіна Гаррісон Анджеліка Гавальдон           |
| 15 січня 22 січня | Відкритий чемпіонат Австралії з тенісу Мельбурн, Австралія Великий шолом $1,000,000 – Тверде(Rebound Ace)– 128S/48Q/64D/32X Одиночний розряд – Парний розряд – Мікст | Яна Новотна Гелена Сукова 7–6(7–5), 7–6(8–6)     | Патті Фендік Мері Джо Фернандес        | Гелена Сукова Клаудія Порвік      | Патті Фендік Катарина Малеєва Зіна Гаррісон Анджеліка Гавальдон           |
| 15 січня 22 січня | Відкритий чемпіонат Австралії з тенісу Мельбурн, Австралія Великий шолом $1,000,000 – Тверде(Rebound Ace)– 128S/48Q/64D/32X Одиночний розряд – Парний розряд – Мікст | Наташа Звєрєва Джим П'ю 4–6, 6–2, 6–3            | Зіна Гаррісон Рік Ліч                  | Гелена Сукова Клаудія Порвік      | Патті Фендік Катарина Малеєва Зіна Гаррісон Анджеліка Гавальдон           |
| 29 січня          | Nutri-Metics International Окленд (Нова Зеландія), Нова Зеландія Турнір 5 категорії $75,000 – Тверде – 32S/32Q/16D Одиночний розряд, парний розряд                   | Лейла Месхі 6–1, 6–0                             | Сабін Аппельманс                       | Белінда Кордвелл Робін Вайт       | Беверлі Бовіс Андреа Леанд Джо Дьюрі Сандра Вассерман                     |
| 29 січня          | Nutri-Metics International Окленд (Нова Зеландія), Нова Зеландія Турнір 5 категорії $75,000 – Тверде – 32S/32Q/16D Одиночний розряд, парний розряд                   | Наталія Медведєва Лейла Месхі 3–6, 6–3, 7–6(7–3) | Джилл Гетерінгтон Робін Вайт           | Белінда Кордвелл Робін Вайт       | Беверлі Бовіс Андреа Леанд Джо Дьюрі Сандра Вассерман                     |
| 29 січня          | Toray Pan Pacific Open Токіо, Японія Турнір 2 категорії $350,000 – Килим (i) – 28S/32Q/16D Одиночний розряд, парний розряд                                           | Штеффі Граф 6–1, 6–2                             | Аранча Санчес Вікаріо                  | Мануела Малеєва Кідзімута Акіко   | Лариса Савченко-Нейланд Бренда Шульц-Маккарті Міягі Нана Джиджі Фернандес |
| 29 січня          | Toray Pan Pacific Open Токіо, Японія Турнір 2 категорії $350,000 – Килим (i) – 28S/32Q/16D Одиночний розряд, парний розряд                                           | Джиджі Фернандес Елізабет Смайлі 6–2, 6–2        | Джо-Анн Фолл Рейчел Макквіллан         | Мануела Малеєва Кідзімута Акіко   | Лариса Савченко-Нейланд Бренда Шульц-Маккарті Міягі Нана Джиджі Фернандес |

### Лютий
| Тиждень   | Турнір | Чемпіонки                                        | Фіналістки                           | Півфіналістки                       | Чвертьфіналістки                                                    |
| --------- | --- | ------------------------------------------------ | ------------------------------------ | ----------------------------------- | ------------------------------------------------------------------- |
| 5 лютого  | Fernleaf International Classic Веллінгтон, Нова Зеландія Турнір 5 категорії $75,000 – Тверде – 32S/32Q/16D Одиночний розряд, парний розряд                                      | Вілтруд Пробст 1–6, 6–4, 6–0                     | Лейла Месхі                          | Сабін Аппельманс Клодін Толеафоа    | Емануела Зардо Магдалена Малеєва Сандра Вассерман Беате Райнштадлер |
| 5 лютого  | Fernleaf International Classic Веллінгтон, Нова Зеландія Турнір 5 категорії $75,000 – Тверде – 32S/32Q/16D Одиночний розряд, парний розряд                                      | Наталія Медведєва Лейла Месхі 6–3, 2–6, 6–4      | Мішелл Джаггерд-Лай Джулі Річардсон  | Сабін Аппельманс Клодін Толеафоа    | Емануела Зардо Магдалена Малеєва Сандра Вассерман Беате Райнштадлер |
| 5 лютого  | Breyers Tennis Classic Вічита, США Турнір 4 категорії $150,000 – Тверде – 32S/32Q/16D Одиночний розряд, парний розряд                                                           | Діанне Ван Ренсбург 2–6, 7–5, 6–2                | Наталі Тозья                         | Пінат Луї Гарпер Сьюзен Слоун       | Манон Боллеграф Енн Мінтер Мері-Лу Деніелс Емі Фрейзер              |
| 5 лютого  | Breyers Tennis Classic Вічита, США Турнір 4 категорії $150,000 – Тверде – 32S/32Q/16D Одиночний розряд, парний розряд                                                           | Манон Боллеграф Мередіт Макґрат 6–0, 6–2         | Мері-Лу Деніелс Венді Вайт           | Пінат Луї Гарпер Сьюзен Слоун       | Манон Боллеграф Енн Мінтер Мері-Лу Деніелс Емі Фрейзер              |
| 12 лютого | Virginia Slims of Chicago Чикаго, США Турнір 1 категорії $500,000 – Килим (i) – 32S/32Q/16D Одиночний розряд, парний розряд                                                     | Мартіна Навратілова 6–3, 6–2                     | Мануела Малеєва                      | Пем Шрайвер Зіна Гаррісон           | Лінда Вілд Темі Вітлінгер Розалін Феербенк Наталі Тозья             |
| 12 лютого | Virginia Slims of Chicago Чикаго, США Турнір 1 категорії $500,000 – Килим (i) – 32S/32Q/16D Одиночний розряд, парний розряд                                                     | Мартіна Навратілова Енн Сміт 6–7(9–11), 6–4, 6–3 | Аранча Санчес Вікаріо Наталі Тозья   | Пем Шрайвер Зіна Гаррісон           | Лінда Вілд Темі Вітлінгер Розалін Феербенк Наталі Тозья             |
| 19 лютого | Virginia Slims of Washington Вашингтон, США Турнір 2 категорії $350,000 – Килим (i) – 28S/16D Одиночний розряд, парний розряд                                                   | Мартіна Навратілова 6–1, 6–0                     | Зіна Гаррісон                        | Моніка Селеш Наташа Звєрєва         | Енн Сміт Пем Шрайвер Ніколь Брадтке Наталі Тозья                    |
| 19 лютого | Virginia Slims of Washington Вашингтон, США Турнір 2 категорії $350,000 – Килим (i) – 28S/16D Одиночний розряд, парний розряд                                                   | Мартіна Навратілова Зіна Гаррісон 6–0, 6–3       | Енн Генрікссон Діанне Ван Ренсбург   | Моніка Селеш Наташа Звєрєва         | Енн Сміт Пем Шрайвер Ніколь Брадтке Наталі Тозья                    |
| 19 лютого | Virginia Slims of Oklahoma Оклахома-Сіті, США Турнір 4 категорії $150,000 – Тверде (i) – 32S/32Q/16D Одиночний розряд, парний розряд                                            | Емі Фрейзер 6–4, 6–2                             | Манон Боллеграф                      | Мануела Малеєва Анджеліка Гавальдон | Іноуе Ецуко Енн Мінтер Дженніфер Сентрок Бренда Шульц-Маккарті      |
| 19 лютого | Virginia Slims of Oklahoma Оклахома-Сіті, США Турнір 4 категорії $150,000 – Тверде (i) – 32S/32Q/16D Одиночний розряд, парний розряд                                            | Мері-Лу Деніелс Венді Вайт 7–5, 6–2              | Манон Боллеграф Ліз Грегорі          | Мануела Малеєва Анджеліка Гавальдон | Іноуе Ецуко Енн Мінтер Дженніфер Сентрок Бренда Шульц-Маккарті      |
| 26 лютого | Newsweek Champions Cup and the Virginia Slims of Indian Wells Індіан-Веллс (Каліфорнія), США Турнір 2 категорії $350,000 – Тверде – 56S/32Q/28D Одиночний розряд, парний розряд | Мартіна Навратілова 6–2, 5–7, 6–1                | Гелена Сукова                        | Катарина Малеєва Емі Фрейзер        | Наталі Ерреман Мередіт Макґрат Ізабель Демонжо Розалін Феербенк     |
| 26 лютого | Newsweek Champions Cup and the Virginia Slims of Indian Wells Індіан-Веллс (Каліфорнія), США Турнір 2 категорії $350,000 – Тверде – 56S/32Q/28D Одиночний розряд, парний розряд | Яна Новотна Гелена Сукова 6–2, 7–6(8–6)          | Джиджі Фернандес Мартіна Навратілова | Катарина Малеєва Емі Фрейзер        | Наталі Ерреман Мередіт Макґрат Ізабель Демонжо Розалін Феербенк     |

### Березень
| Тиждень              | Турнір | Чемпіонки                             | Фіналістки                  | Півфіналістки                     | Чвертьфіналістки                                                |
| -------------------- | --- | ------------------------------------- | --------------------------- | --------------------------------- | --------------------------------------------------------------- |
| 5 березня 12 березня | Virginia Slims of Florida Бока-Ратон, США Турнір 2 категорії $350,000 – Тверде – 56S/32Q/28D Одиночний розряд, парний розряд             | Габріела Сабатіні 6–4, 7–5            | Дженніфер Капріаті          | Мері Джо Фернандес Лаура Аррая    | Діанне Ван Ренсбург Аманда Кетцер Гелена Сукова Яна Новотна     |
| 5 березня 12 березня | Virginia Slims of Florida Бока-Ратон, США Турнір 2 категорії $350,000 – Тверде – 56S/32Q/28D Одиночний розряд, парний розряд             | Яна Новотна Гелена Сукова 6–4, 6–2    | Еліз Берджін Венді Тернбулл | Мері Джо Фернандес Лаура Аррая    | Діанне Ван Ренсбург Аманда Кетцер Гелена Сукова Яна Новотна     |
| 19 березня           | Lipton International Players Championships Маямі, США Турнір 1 категорії $750,000 – Тверде – 96S/64Q/48D Одиночний розряд, парний розряд | Моніка Селеш 6–1, 6–2                 | Юдіт Візнер                 | Кончіта Мартінес Наталі Тозья     | Габріела Сабатіні Мануела Малеєва Наталі Ерреман Клаудія Порвік |
| 19 березня           | Lipton International Players Championships Маямі, США Турнір 1 категорії $750,000 – Тверде – 96S/64Q/48D Одиночний розряд, парний розряд | Яна Новотна Гелена Сукова 6–4, 6–3    | Бетсі Нагелсен Робін Вайт   | Кончіта Мартінес Наталі Тозья     | Габріела Сабатіні Мануела Малеєва Наталі Ерреман Клаудія Порвік |
| 25 березня           | Connecticut Open Сан-Антоніо, США Турнір 3 категорії $225,000 – Тверде – 16S/16Q/8D Одиночний розряд, парний розряд                      | Моніка Селеш 6–4, 6–3                 | Мануела Малеєва             | Лорі Макніл Розалін Феербенк      | Джиджі Фернандес Керрі Каннінгем Яна Новотна Гана Мандлікова    |
| 25 березня           | Connecticut Open Сан-Антоніо, США Турнір 3 категорії $225,000 – Тверде – 16S/16Q/8D Одиночний розряд, парний розряд                      | Кеті Джордан Елізабет Смайлі 7–5, 7–5 | Джиджі Фернандес Робін Вайт | Лорі Макніл Розалін Феербенк      | Джиджі Фернандес Керрі Каннінгем Яна Новотна Гана Мандлікова    |
| 25 березня           | Virginia Slims of Houston Х'юстон, США Турнір 3 категорії $225,000 – Ґрунт – 16S/16Q/8D Одиночний розряд, парний розряд                  | Катарина Малеєва 6–1, 1–6, 6–4        | Аранча Санчес Вікаріо       | Мартіна Навратілова Зіна Гаррісон | Андреа Темешварі Лаура Аррая Мері-Лу Деніелс Сандра Чеккіні     |
| 25 березня           | Virginia Slims of Houston Х'юстон, США Турнір 3 категорії $225,000 – Ґрунт – 16S/16Q/8D Одиночний розряд, парний розряд                  | Not completed                         |                             | Мартіна Навратілова Зіна Гаррісон | Андреа Темешварі Лаура Аррая Мері-Лу Деніелс Сандра Чеккіні     |

### Квітень
| Тиждень   | Турнір | Чемпіонки                                             | Фіналістки                            | Півфіналістки                          | Чвертьфіналістки                                                 |
| --------- | --- | ----------------------------------------------------- | ------------------------------------- | -------------------------------------- | ---------------------------------------------------------------- |
| 2 квітня  | Family Circle Cup Гілтон-Гед-Айленд (Південна Кароліна), США Турнір 1 категорії $500,000 – Ґрунт – 56S/32Q/28D Одиночний розряд, парний розряд | Мартіна Навратілова 6–2, 6–4                          | Дженніфер Капріаті                    | Регіна Райхртова Наташа Звєрєва        | Катарина Малеєва Зіна Гаррісон Кончіта Мартінес Гелен Келесі     |
| 2 квітня  | Family Circle Cup Гілтон-Гед-Айленд (Південна Кароліна), США Турнір 1 категорії $500,000 – Ґрунт – 56S/32Q/28D Одиночний розряд, парний розряд | Мартіна Навратілова Аранча Санчес Вікаріо 6–2, 6–1    | Мерседес Пас Наташа Звєрєва           | Регіна Райхртова Наташа Звєрєва        | Катарина Малеєва Зіна Гаррісон Кончіта Мартінес Гелен Келесі     |
| 9 квітня  | Bausch & Lomb Championships Амелія (острів), США Турнір 2 категорії $350,000 – Ґрунт – 56S/32Q/28D Одиночний розряд – Парний розряд            | Штеффі Граф 6–1, 6–0                                  | Аранча Санчес Вікаріо                 | Наташа Звєрєва Габріела Сабатіні       | Карлінг Бассетт-Сегусо Зіна Гаррісон Гелен Келесі Ізабель Куето  |
| 9 квітня  | Bausch & Lomb Championships Амелія (острів), США Турнір 2 категорії $350,000 – Ґрунт – 56S/32Q/28D Одиночний розряд – Парний розряд            | Мерседес Пас Аранча Санчес Вікаріо 7–6(7–5), 6–4      | Regina Kordová Андреа Темешварі       | Наташа Звєрєва Габріела Сабатіні       | Карлінг Бассетт-Сегусо Зіна Гаррісон Гелен Келесі Ізабель Куето  |
| 9 квітня  | Japan Open Токіо, Японія Турнір 4 категорії $150,000 – Тверде – 32S/32Q/16D Одиночний розряд – Парний розряд                                   | Катаріна Ліндквіст 6–3, 6–2                           | Елізабет Смайлі                       | Ева Швіглерова Савамацу Наоко          | Белінда Кордвелл Монік Джейвер Окамото Куміко Дате-Крумм Кіміко  |
| 9 квітня  | Japan Open Токіо, Японія Турнір 4 категорії $150,000 – Тверде – 32S/32Q/16D Одиночний розряд – Парний розряд                                   | Кеті Джордан Елізабет Смайлі 6–0, 3–6, 6–1            | Ху На Мішелл Джаггерд-Лай             | Ева Швіглерова Савамацу Наоко          | Белінда Кордвелл Монік Джейвер Окамото Куміко Дате-Крумм Кіміко  |
| 16 квітня | Eckerd Tennis Open Тампа, США Турнір 3 категорії $225,000 – Ґрунт – 32S/32Q/16D Одиночний розряд – Парний розряд                               | Моніка Селеш 6–1, 6–0                                 | Катарина Малеєва                      | Кончіта Мартінес Аранча Санчес Вікаріо | Сьюзен Слоун Кеммі Макгрегор Сандра Чеккіні Гелен Келесі         |
| 16 квітня | Eckerd Tennis Open Тампа, США Турнір 3 категорії $225,000 – Ґрунт – 32S/32Q/16D Одиночний розряд – Парний розряд                               | Мерседес Пас Аранча Санчес Вікаріо 6–2, 6–0           | Сандра Чеккіні Лаура Аррая            | Кончіта Мартінес Аранча Санчес Вікаріо | Сьюзен Слоун Кеммі Макгрегор Сандра Чеккіні Гелен Келесі         |
| 23 квітня | DHL Singapore Open Kallang, Сінгапур Турнір 4 категорії $150,000 – Тверде – 56S/32Q/28D Одиночний розряд – Парний розряд                       | Савамацу Наоко 7–6(7–5), 3–6, 6–4                     | Сара Лузмор                           | Кідовакі Мая Сара Лузмор               | Пілар Васкес Такаґі Тамака Патрісія Гай-Буле Маріанн Вердел      |
| 23 квітня | DHL Singapore Open Kallang, Сінгапур Турнір 4 категорії $150,000 – Тверде – 56S/32Q/28D Одиночний розряд – Парний розряд                       | Джо Дьюрі Джилл Гетерінгтон 6–4, 6–1                  | Паскаль Параді Катрін Сюїр            | Кідовакі Мая Сара Лузмор               | Пілар Васкес Такаґі Тамака Патрісія Гай-Буле Маріанн Вердел      |
| 23 квітня | International Championships of Spain Барселона, Іспанія Турнір 4 категорії $150,000 – Ґрунт – 28S/32Q/16D Одиночний розряд – Парний розряд     | Аранча Санчес Вікаріо 6–4, 6–2                        | Ізабель Куето                         | Юдіт Візнер Мері Джо Фернандес         | Ізабель Демонжо Рейчел Макквіллан Жулі Алар-Декюжі Лаура Голарса |
| 23 квітня | International Championships of Spain Барселона, Іспанія Турнір 4 категорії $150,000 – Ґрунт – 28S/32Q/16D Одиночний розряд – Парний розряд     | Мерседес Пас Аранча Санчес Вікаріо 6–7(7–9), 6–2, 6–1 | Сабрина Голеш Патрісія Тарабіні       | Юдіт Візнер Мері Джо Фернандес         | Ізабель Демонжо Рейчел Макквіллан Жулі Алар-Декюжі Лаура Голарса |
| 30 квітня | Citizen Cup Гамбург, West Німеччина Турнір 2 категорії $350,000 – Ґрунт – 64S/32D Одиночний розряд – Парний розряд                             | Штеффі Граф 5–7, 6–0, 6–1                             | Аранча Санчес Вікаріо                 | Юдіт Візнер Мартіна Навратілова        | Гелена Сукова Петра Лангрова Ніколе Мунс-Ягерман Лейла Месхі     |
| 30 квітня | Citizen Cup Гамбург, West Німеччина Турнір 2 категорії $350,000 – Ґрунт – 64S/32D Одиночний розряд – Парний розряд                             | Джиджі Фернандес Мартіна Навратілова 6–2, 6–3         | Лариса Савченко-Нейланд Гелена Сукова | Юдіт Візнер Мартіна Навратілова        | Гелена Сукова Петра Лангрова Ніколе Мунс-Ягерман Лейла Месхі     |
| 30 квітня | Trofeo Ilva-Coppa Mantegazza Таранто, Італія Турнір 5 категорії $75,000 – Ґрунт – 32S/32Q/16D Одиночний розряд – Парний розряд                 | Раффаелла Реджі 5–7, 6–0, 6–1                         | Алексія Дешом-Баллере                 | Паскаль Етшеменеді Петра Шварц         | Тіна Шоєр-Ларсен Енн Гроссман Катя Пікколіні Лаура Голарса       |
| 30 квітня | Trofeo Ilva-Coppa Mantegazza Таранто, Італія Турнір 5 категорії $75,000 – Ґрунт – 32S/32Q/16D Одиночний розряд – Парний розряд                 | Олена Брюховець Євгенія Манюкова 7–6(7–4), 6–1        | Сільвія Фаріна-Елія Ріта Гранде       | Паскаль Етшеменеді Петра Шварц         | Тіна Шоєр-Ларсен Енн Гроссман Катя Пікколіні Лаура Голарса       |

### Травень
| Тиждень            | Турнір | Чемпіонки                                              | Фіналістки                             | Півфіналістки                  | Чвертьфіналістки                                                       |
| ------------------ | --- | ------------------------------------------------------ | -------------------------------------- | ------------------------------ | ---------------------------------------------------------------------- |
| 7 травня           | Internazionali d'Italia Рим, Італія Турнір 1 категорії $500,000 – Ґрунт – 56S/32Q/28D Одиночний розряд – Парний розряд                           | Моніка Селеш 6–1, 6–1                                  | Мартіна Навратілова                    | Габріела Сабатіні Гелен Келесі | Кончіта Мартінес Дженніфер Капріаті Катаріна Ліндквіст Мануела Малеєва |
| 7 травня           | Internazionali d'Italia Рим, Італія Турнір 1 категорії $500,000 – Ґрунт – 56S/32Q/28D Одиночний розряд – Парний розряд                           | Гелен Келесі Моніка Селеш 6–3, 6–4                     | Лаура Гарроне Лаура Голарса            | Габріела Сабатіні Гелен Келесі | Кончіта Мартінес Дженніфер Капріаті Катаріна Ліндквіст Мануела Малеєва |
| 14 травня          | Lufthansa Cup German Open Західний Берлін, West Німеччина Турнір 1 категорії $500,000 – Ґрунт – 56S/32Q/28D Одиночний розряд – Парний розряд     | Моніка Селеш 6–4, 6–3                                  | Штеффі Граф                            | Наташа Звєрєва Сандра Чеккіні  | Лейла Месхі Юдіт Візнер Наталі Тозья Кончіта Мартінес                  |
| 14 травня          | Lufthansa Cup German Open Західний Берлін, West Німеччина Турнір 1 категорії $500,000 – Ґрунт – 56S/32Q/28D Одиночний розряд – Парний розряд     | Ніколь Брадтке Елна Рейнах 6–2, 6–1                    | Гана Мандлікова Яна Новотна            | Наташа Звєрєва Сандра Чеккіні  | Лейла Месхі Юдіт Візнер Наталі Тозья Кончіта Мартінес                  |
| 21 травня          | Internationaux de Strasbourg Страсбург, Франція Турнір 4 категорії $150,000 – Ґрунт – 32S/32Q/16D Одиночний розряд – Парний розряд               | Мерседес Пас 6–2, 6–3                                  | Енн Гроссман                           | Карін Кентрек Манон Боллеграф  | Ізабель Куето Вероніка Мартінек Флоренсія Лабат Елена Пампулова        |
| 21 травня          | Internationaux de Strasbourg Страсбург, Франція Турнір 4 категорії $150,000 – Ґрунт – 32S/32Q/16D Одиночний розряд – Парний розряд               | Ніколь Брадтке Елна Рейнах 6–1, 6–4                    | Кеті Джордан Елізабет Смайлі           | Карін Кентрек Манон Боллеграф  | Ізабель Куето Вероніка Мартінек Флоренсія Лабат Елена Пампулова        |
| 21 травня          | Geneva European Open Женева, Швейцарія Турнір 4 категорії $150,000 – Ґрунт – 32S/32Q/16D Одиночний розряд – Парний розряд                        | Барбара Паулюс 2–6, 7–5, 7–6(7–3)                      | Гелен Келесі                           | Забіне Гак Емануела Зардо      | Шон Стаффорд Каті Каверзасіо Лаура Гарроне Аманда Кетцер               |
| 21 травня          | Geneva European Open Женева, Швейцарія Турнір 4 категорії $150,000 – Ґрунт – 32S/32Q/16D Одиночний розряд – Парний розряд                        | Луїс Філд Діанне Ван Ренсбург 5–7, 7–6(7–2), 7–5       | Еліз Берджін Бетсі Нагелсен            | Забіне Гак Емануела Зардо      | Шон Стаффорд Каті Каверзасіо Лаура Гарроне Аманда Кетцер               |
| 28 травня 4 червня | Відкритий чемпіонат Франції з тенісу Париж, Франція Великий шолом $2,019,720 – Ґрунт – 128S/64Q/64D/64X Одиночний розряд – Парний розряд – Мікст | Моніка Селеш 7–6(8–6), 6–4                             | Штеффі Граф                            | Яна Новотна Дженніфер Капріаті | Кончіта Мартінес Катарина Малеєва Мері Джо Фернандес Мануела Малеєва   |
| 28 травня 4 червня | Відкритий чемпіонат Франції з тенісу Париж, Франція Великий шолом $2,019,720 – Ґрунт – 128S/64Q/64D/64X Одиночний розряд – Парний розряд – Мікст | Яна Новотна Гелена Сукова 6–4, 7–5                     | Лариса Савченко-Нейланд Наташа Звєрєва | Яна Новотна Дженніфер Капріаті | Кончіта Мартінес Катарина Малеєва Мері Джо Фернандес Мануела Малеєва   |
| 28 травня 4 червня | Відкритий чемпіонат Франції з тенісу Париж, Франція Великий шолом $2,019,720 – Ґрунт – 128S/64Q/64D/64X Одиночний розряд – Парний розряд – Мікст | Аранча Санчес Вікаріо Хорхе Лосано 7–6(7–5), 7–6(10–8) | Ніколь Брадтке Дані Віссер             | Яна Новотна Дженніфер Капріаті | Кончіта Мартінес Катарина Малеєва Мері Джо Фернандес Мануела Малеєва   |

### Червень
| Тиждень           | Турнір | Чемпіонки                                            | Фіналістки                       | Півфіналістки                 | Чвертьфіналістки                                                   |
| ----------------- | --- | ---------------------------------------------------- | -------------------------------- | ----------------------------- | ------------------------------------------------------------------ |
| 11 червня         | Dow Classic Бірмінгем, Great Britain Турнір 4 категорії $150,000 – Трава – 56S/32Q/28D Одиночний розряд – Парний розряд                  | Зіна Гаррісон 6–4, 6–1                               | Гелена Сукова                    | Наталі Тозья Розалін Феербенк | Белінда Кордвелл Енн Сміт Джиджі Фернандес Лариса Савченко-Нейланд |
| 11 червня         | Dow Classic Бірмінгем, Great Britain Турнір 4 категорії $150,000 – Трава – 56S/32Q/28D Одиночний розряд – Парний розряд                  | Лариса Савченко-Нейланд Наташа Звєрєва 3–6, 6–3, 6–3 | Ліз Грегорі Гретхен Раш          | Наталі Тозья Розалін Феербенк | Белінда Кордвелл Енн Сміт Джиджі Фернандес Лариса Савченко-Нейланд |
| 18 червня         | Pilkington Glass Championships Істборн, Great Britain Турнір 2 категорії $350,000 – Трава – 64S/32Q/32D Одиночний розряд – Парний розряд | Мартіна Навратілова 6–0, 6–2                         | Гретхен Раш                      | Яна Новотна Лорі Макніл       | Наташа Звєрєва Гелена Сукова Мері Джо Фернандес Манон Боллеграф    |
| 18 червня         | Pilkington Glass Championships Істборн, Great Britain Турнір 2 категорії $350,000 – Трава – 64S/32Q/32D Одиночний розряд – Парний розряд | Лариса Савченко-Нейланд Наташа Звєрєва 2–6, 6–4, 6–4 | Патті Фендік Зіна Гаррісон       | Яна Новотна Лорі Макніл       | Наташа Звєрєва Гелена Сукова Мері Джо Фернандес Манон Боллеграф    |
| 25 червня 2 липня | Вімблдонський турнір Лондон, Great Britain Великий шолом $2,561,585 – Трава – 128S/64Q/64D/64X Одиночний розряд – Парний розряд – Мікст  | Мартіна Навратілова 6–4, 6–1                         | Зіна Гаррісон                    | Габріела Сабатіні Штеффі Граф | Яна Новотна Моніка Селеш Наташа Звєрєва Катарина Малеєва           |
| 25 червня 2 липня | Вімблдонський турнір Лондон, Great Britain Великий шолом $2,561,585 – Трава – 128S/64Q/64D/64X Одиночний розряд – Парний розряд – Мікст  | Яна Новотна Гелена Сукова 6–4, 6–1                   | Кеті Джордан Елізабет Смайлі     | Габріела Сабатіні Штеффі Граф | Яна Новотна Моніка Селеш Наташа Звєрєва Катарина Малеєва           |
| 25 червня 2 липня | Вімблдонський турнір Лондон, Great Britain Великий шолом $2,561,585 – Трава – 128S/64Q/64D/64X Одиночний розряд – Парний розряд – Мікст  | Зіна Гаррісон Рік Ліч 7–5, 6–2                       | Елізабет Смайлі Джон Фіцджеральд | Габріела Сабатіні Штеффі Граф | Яна Новотна Моніка Селеш Наташа Звєрєва Катарина Малеєва           |

### Липень
| Тиждень  | Турнір | Чемпіонки                                          | Фіналістки                       | Півфіналістки                      | Чвертьфіналістки                                                 |
| -------- | --- | -------------------------------------------------- | -------------------------------- | ---------------------------------- | ---------------------------------------------------------------- |
| 9 липня  | Swedish Open Бостад, Швеція Турнір 5 категорії $75,000 – Ґрунт – 32S/32Q/16D Одиночний розряд – Парний розряд                         | Сандра Чеккіні 6–1, 6–2                            | Чілла Бартош-Черепі              | Елена Пампулова Радка Зрубакова    | Сабін Аппельманс Мерседес Пас Сандра Допфер Забіне Гак           |
| 9 липня  | Swedish Open Бостад, Швеція Турнір 5 категорії $75,000 – Ґрунт – 32S/32Q/16D Одиночний розряд – Парний розряд                         | Мерседес Пас Тіна Шоєр-Ларсен 6–3, 6–7(10–12), 6–2 | Карін Баккум Ніколе Мунс-Ягерман | Елена Пампулова Радка Зрубакова    | Сабін Аппельманс Мерседес Пас Сандра Допфер Забіне Гак           |
| 9 липня  | Torneo Internazionale Палермо, Італія Турнір 5 категорії $75,000 – Ґрунт – 32S/32Q/16D Одиночний розряд, парний розряд                | Ізабель Куето 6–2, 6–3                             | Барбара Паулюс                   | Франческа Романо Беате Райнштадлер | Емануела Зардо Катя Пікколіні Каті Каверзасіо Maïder Laval       |
| 9 липня  | Torneo Internazionale Палермо, Італія Турнір 5 категорії $75,000 – Ґрунт – 32S/32Q/16D Одиночний розряд, парний розряд                | Лаура Гарроне Карін Кшвендт 6–2, 6–4               | Флоренсія Лабат Барбара Романо   | Франческа Романо Беате Райнштадлер | Емануела Зардо Катя Пікколіні Каті Каверзасіо Maïder Laval       |
| 16 липня | Estoril Open Ешторіл, Португалія Турнір 5 категорії $100,000 – Ґрунт – 32S/32Q/16D Одиночний розряд, парний розряд                    | Федеріка Бонсіньйорі 2–6, 6–3, 6–3                 | Лаура Гарроне                    | Забіне Гак Патрісія Тарабіні       | Ізабель Куето Катерін Моте Емануела Зардо Катя Пікколіні         |
| 16 липня | Estoril Open Ешторіл, Португалія Турнір 5 категорії $100,000 – Ґрунт – 32S/32Q/16D Одиночний розряд, парний розряд                    | Патрісія Тарабіні Сандра Чеккіні 1–6, 6–2, 6–3     | Карін Баккум Ніколе Мунс-Ягерман | Забіне Гак Патрісія Тарабіні       | Ізабель Куето Катерін Моте Емануела Зардо Катя Пікколіні         |
| 16 липня | Virginia Slims of Newport Ньюпорт (Род-Айленд), США Турнір 3 категорії $255,000 – Трава – 32S/32Q/16D Одиночний розряд, парний розряд | Аранча Санчес Вікаріо 7–6(7–2), 4–6, 7–5           | Джо Дьюрі                        | Гретхен Раш Енн Сміт               | Мередіт Макґрат Луїс Філд Розалін Феербенк Елізабет Смайлі       |
| 16 липня | Virginia Slims of Newport Ньюпорт (Род-Айленд), США Турнір 3 категорії $255,000 – Трава – 32S/32Q/16D Одиночний розряд, парний розряд | Ліз Грегорі Гретхен Раш 7–6(9–7), 6–1              | Патті Фендік Енн Сміт            | Гретхен Раш Енн Сміт               | Мередіт Макґрат Луїс Філд Розалін Феербенк Елізабет Смайлі       |
| 23 липня | Fed Cup Норкросс (Джорджія), США, Тверде Team Турнір $0 - Тверде – 32 Teams                                                           | Сполучені Штати Америки · 2–1                      | Радянський Союз                  | Австрія · Іспанія                  | Чехословаччина · Велика Британія · Нідерланди · Франція          |
| 30 липня | Canadian Open (теніс) Монреаль, Quebec, Канада Турнір 1 категорії $500,000 – Тверде – 56S/32Q/28D Одиночний розряд, парний розряд     | Штеффі Граф 6–1, 6–7(6–8), 6–3                     | Катарина Малеєва                 | Наталі Тозья Габріела Сабатіні     | Наташа Звєрєва Мануела Малеєва Савамацу Наоко Дженніфер Капріаті |
| 30 липня | Canadian Open (теніс) Монреаль, Quebec, Канада Турнір 1 категорії $500,000 – Тверде – 56S/32Q/28D Одиночний розряд, парний розряд     | Бетсі Нагелсен Габріела Сабатіні 3–6, 6–2, 6–2     | Гелен Келесі Раффаелла Реджі     | Наталі Тозья Габріела Сабатіні     | Наташа Звєрєва Мануела Малеєва Савамацу Наоко Дженніфер Капріаті |

### Серпень
| Тиждень             | Турнір | Чемпіонки                                     | Фіналістки                     | Півфіналістки                            | Чвертьфіналістки                                                 |
| ------------------- | --- | --------------------------------------------- | ------------------------------ | ---------------------------------------- | ---------------------------------------------------------------- |
| 6 серпня            | Virginia Slims of Albuquerque Альбукерке, США Турнір 4 категорії $150,000 – Тверде – 32S/32Q/16D Одиночний розряд – Парний розряд                 | Яна Новотна 6–4, 6–4                          | Лаура Аррая                    | Енн Сміт Сьюзен Слоун                    | Карін Кентрек Аманда Кетцер Діанне Ван Ренсбург Енн Мінтер       |
| 6 серпня            | Virginia Slims of Albuquerque Альбукерке, США Турнір 4 категорії $150,000 – Тверде – 32S/32Q/16D Одиночний розряд – Парний розряд                 | Мередіт Макґрат Енн Сміт 7–6(7–2), 6–4        | Пінат Луї Гарпер Венді Вайт    | Енн Сміт Сьюзен Слоун                    | Карін Кентрек Аманда Кетцер Діанне Ван Ренсбург Енн Мінтер       |
| 6 серпня            | Great American Bank Classic Сан-Дієго, США Турнір 3 категорії $225,000 – Тверде – 32S/16D Одиночний розряд – Парний розряд                        | Штеффі Граф 6–3, 6–2                          | Мануела Малеєва                | Зіна Гаррісон Барбара Паулюс             | Наталі Тозья Террі Фелпс Енн Гроссман Розалін Феербенк           |
| 6 серпня            | Great American Bank Classic Сан-Дієго, США Турнір 3 категорії $225,000 – Тверде – 32S/16D Одиночний розряд – Парний розряд                        | Патті Фендік Зіна Гаррісон 6–4, 7–6(7–5)      | Еліз Берджін Розалін Феербенк  | Зіна Гаррісон Барбара Паулюс             | Наталі Тозья Террі Фелпс Енн Гроссман Розалін Феербенк           |
| 13 серпня           | Virginia Slims of Los Angeles Мангеттен-Біч (Каліфорнія), США Турнір 2 категорії $350,000 – Тверде – 56S/32Q/28D Одиночний розряд – Парний розряд | Моніка Селеш 6–4, 3–6, 7–6(8–6)               | Мартіна Навратілова            | Зіна Гаррісон Мері Джо Фернандес         | Кеті Ріналді Катарина Малеєва Стефані Реге Емі Фрейзер           |
| 13 серпня           | Virginia Slims of Los Angeles Мангеттен-Біч (Каліфорнія), США Турнір 2 категорії $350,000 – Тверде – 56S/32Q/28D Одиночний розряд – Парний розряд | Джиджі Фернандес Яна Новотна 6–3, 4–6, 6–4    | Мерседес Пас Габріела Сабатіні | Зіна Гаррісон Мері Джо Фернандес         | Кеті Ріналді Катарина Малеєва Стефані Реге Емі Фрейзер           |
| 20 серпня           | OTB International Open Скенектаді, США Турнір 5 категорії $75,000 – Тверде – 32S/32Q/16D Одиночний розряд – Парний розряд                         | Анке Губер 6–1, 5–7, 6–4                      | Маріанн Вердел                 | Вілтруд Пробст Мерседес Пас              | Сільвія Ганіка Алексія Дешом-Баллере Елна Рейнах Раффаелла Реджі |
| 20 серпня           | OTB International Open Скенектаді, США Турнір 5 категорії $75,000 – Тверде – 32S/32Q/16D Одиночний розряд – Парний розряд                         | Алісія Мей Міягі Нана 6–4, 5–7, 6–3           | Лінда Феррандо Вілтруд Пробст  | Вілтруд Пробст Мерседес Пас              | Сільвія Ганіка Алексія Дешом-Баллере Елна Рейнах Раффаелла Реджі |
| 27 серпня 3 вересня | Відкритий чемпіонат США з тенісу Нью-Йорк, США Великий шолом $2,707,250 – Тверде – 128S/64Q/64D/32X Одиночний розряд – Парний розряд – Мікст      | Габріела Сабатіні 6–2, 7–6(7–4)               | Штеффі Граф                    | Аранча Санчес Вікаріо Мері Джо Фернандес | Яна Новотна Зіна Гаррісон Лейла Месхі Мануела Малеєва            |
| 27 серпня 3 вересня | Відкритий чемпіонат США з тенісу Нью-Йорк, США Великий шолом $2,707,250 – Тверде – 128S/64Q/64D/32X Одиночний розряд – Парний розряд – Мікст      | Джиджі Фернандес Мартіна Навратілова 6–2, 6–4 | Яна Новотна Гелена Сукова      | Аранча Санчес Вікаріо Мері Джо Фернандес | Яна Новотна Зіна Гаррісон Лейла Месхі Мануела Малеєва            |
| 27 серпня 3 вересня | Відкритий чемпіонат США з тенісу Нью-Йорк, США Великий шолом $2,707,250 – Тверде – 128S/64Q/64D/32X Одиночний розряд – Парний розряд – Мікст      | Елізабет Смайлі Тодд Вудбрідж 6–4, 6–2        | Наташа Звєрєва Джим П'ю        | Аранча Санчес Вікаріо Мері Джо Фернандес | Яна Новотна Зіна Гаррісон Лейла Месхі Мануела Малеєва            |

### Вересень
| Тиждень    | Турнір | Чемпіонки                                            | Фіналістки                           | Півфіналістки                    | Чвертьфіналістки                                                  |
| ---------- | --- | ---------------------------------------------------- | ------------------------------------ | -------------------------------- | ----------------------------------------------------------------- |
| 10 вересня | Austrian Open Кіцбюель, Австрія Турнір 5 категорії $100,000 – Ґрунт – 32S/32Q/16D Одиночний розряд – Парний розряд                         | Клаудія Коде-Кільш 7–6(7–5), 6–4                     | Рейчел Макквіллан                    | Юдіт Візнер Сандра Чеккіні       | Петра Лангрова Вероніка Мартінек Каті Каверзасіо Іва Бударжова    |
| 10 вересня | Austrian Open Кіцбюель, Австрія Турнір 5 категорії $100,000 – Ґрунт – 32S/32Q/16D Одиночний розряд – Парний розряд                         | Петра Лангрова Радка Зрубакова 6–0, 6–4              | Сандра Чеккіні Патрісія Тарабіні     | Юдіт Візнер Сандра Чеккіні       | Петра Лангрова Вероніка Мартінек Каті Каверзасіо Іва Бударжова    |
| 10 вересня | Athens Trophy Афіни, Греція Турнір 5 категорії $75,000 – Ґрунт – 32S/32Q/16D Одиночний розряд – Парний розряд                              | Сесілія Дальман 7–5, 7–5                             | Катя Пікколіні                       | Федеріка Бонсіньйорі Марі П'єрс  | Забіне Гак Емануела Зардо Саманта Сміт Петра Торен                |
| 10 вересня | Athens Trophy Афіни, Греція Турнір 5 категорії $75,000 – Ґрунт – 32S/32Q/16D Одиночний розряд – Парний розряд                              | Лаура Гарроне Карін Кшвендт 6–0, 1–6, 7–6(8–6)       | Леона Ласкова Яна Поспішилова        | Федеріка Бонсіньйорі Марі П'єрс  | Забіне Гак Емануела Зардо Саманта Сміт Петра Торен                |
| 10 вересня | Light 'n' Lively Doubles Championships Орландо, США $175,000 – Ґрунт – 12D Парний розряд                                                   | Лариса Савченко-Нейланд Наташа Звєрєва 6–4, 6–1      | Манон Боллеграф Мередіт Макґрат      |                                  |                                                                   |
| 17 вересня | Open Clarins Париж, Франція Турнір 4 категорії $150,000 – Ґрунт – 32S/32Q/16D Одиночний розряд – Парний розряд                             | Кончіта Мартінес 7–5, 6–3                            | Патрісія Тарабіні                    | Жулі Алар-Декюжі Сандра Чеккіні  | Рейчел Макквіллан Деббі Грем Петра Лангрова Регіна Райхртова      |
| 17 вересня | Open Clarins Париж, Франція Турнір 4 категорії $150,000 – Ґрунт – 32S/32Q/16D Одиночний розряд – Парний розряд                             | Крістін Годрідж Кіррілі Шарп 4–6, 6–3, 6–1           | Алексія Дешом-Баллере Наталі Ерреман | Жулі Алар-Декюжі Сандра Чеккіні  | Рейчел Макквіллан Деббі Грем Петра Лангрова Регіна Райхртова      |
| 24 вересня | Volkswagen Damen Grand Prix Лейпциг, East Німеччина Турнір 3 категорії $225,000 – Килим (i) – 32S/32Q/16D Одиночний розряд – Парний розряд | Штеффі Граф 6–1, 6–1                                 | Аранча Санчес Вікаріо                | Кончіта Мартінес Барбара Паулюс  | Манон Боллеграф Клаудія Коде-Кільш Юдіт Візнер Андреа Стрнадова   |
| 24 вересня | Volkswagen Damen Grand Prix Лейпциг, East Німеччина Турнір 3 категорії $225,000 – Килим (i) – 32S/32Q/16D Одиночний розряд – Парний розряд | Гретхен Раш Ліз Грегорі 4–6, 6–3, 6–1                | Манон Боллеграф Джо Дьюрі            | Кончіта Мартінес Барбара Паулюс  | Манон Боллеграф Клаудія Коде-Кільш Юдіт Візнер Андреа Стрнадова   |
| 24 вересня | Nichirei International Championships Токіо, Японія Турнір 2 категорії $350,000 – Килим (i) – 28S/16D Одиночний розряд – Парний розряд      | Мері Джо Фернандес 3–6, 6–2, 6–3                     | Емі Фрейзер                          | Мануела Малеєва Катарина Малеєва | Мартіна Навратілова Гелена Сукова Дженніфер Капріаті Моніка Селеш |
| 24 вересня | Nichirei International Championships Токіо, Японія Турнір 2 категорії $350,000 – Килим (i) – 28S/16D Одиночний розряд – Парний розряд      | Мері Джо Фернандес Робін Вайт 4–6, 6–3, 7–6(7–4)     | Джиджі Фернандес Мартіна Навратілова | Мануела Малеєва Катарина Малеєва | Мартіна Навратілова Гелена Сукова Дженніфер Капріаті Моніка Селеш |
| 24 вересня | Tournoi de Bayonne Байонна, Франція Турнір 5 категорії $100,000 – Килим (i) – 32S/32Q/16D Одиночний розряд – Парний розряд                 | Наталі Тозья 6–3, 7–6(10–8)                          | Анке Губер                           | Катрін Танв'є Нелле ван Лоттум   | Зіна Гаррісон Паскаль Параді Maïder Laval Сесілія Дальман         |
| 24 вересня | Tournoi de Bayonne Байонна, Франція Турнір 5 категорії $100,000 – Килим (i) – 32S/32Q/16D Одиночний розряд – Парний розряд                 | Луїс Філд Катрін Танв'є 7–6(7–3), 6–7(5–7), 7–6(7–5) | Джо-Анн Фолл Рейчел Макквіллан       | Катрін Танв'є Нелле ван Лоттум   | Зіна Гаррісон Паскаль Параді Maïder Laval Сесілія Дальман         |

### Жовтень
| Тиждень   | Турнір | Чемпіонки                                     | Фіналістки                          | Півфіналістки                       | Чвертьфіналістки                                                     |
| --------- | --- | --------------------------------------------- | ----------------------------------- | ----------------------------------- | -------------------------------------------------------------------- |
| 1 жовтня  | Kraft General Foods of Moscow Москва, Soviet Union Турнір 5 категорії $100,000 – Килим (i) – 32S/32Q/16D Одиночний розряд – Парний розряд     | Лейла Месхі 6–4, 6–4                          | Олена Брюховець                     | Енн Мінтер Гретхен Раш              | Каріна Габшудова Крістін Годрідж Рейчел Макквіллан Беате Райнштадлер |
| 1 жовтня  | Kraft General Foods of Moscow Москва, Soviet Union Турнір 5 категорії $100,000 – Килим (i) – 32S/32Q/16D Одиночний розряд – Парний розряд     | Гретхен Раш Робін Вайт 6–2, 6–4               | Олена Брюховець Світлана Пархоменко | Енн Мінтер Гретхен Раш              | Каріна Габшудова Крістін Годрідж Рейчел Макквіллан Беате Райнштадлер |
| 8 жовтня  | BMW European Indoors Цюрих, Швейцарія Турнір 2 категорії $350,000 – Килим (i) – 32S/32Q/16D Одиночний розряд – Парний розряд                  | Штеффі Граф 6–3, 6–2                          | Габріела Сабатіні                   | Мануела Малеєва Яна Новотна         | Наталі Тозья Бренда Шульц-Маккарті Вілтруд Пробст Гелена Сукова      |
| 8 жовтня  | BMW European Indoors Цюрих, Швейцарія Турнір 2 категорії $350,000 – Килим (i) – 32S/32Q/16D Одиночний розряд – Парний розряд                  | Манон Боллеграф Ева Пфафф 7–5, 6–4            | Катрін Сюїр Діанне Ван Ренсбург     | Мануела Малеєва Яна Новотна         | Наталі Тозья Бренда Шульц-Маккарті Вілтруд Пробст Гелена Сукова      |
| 15 жовтня | Porsche Tennis Grand Prix Фільдерштадт, West Німеччина Турнір 2 категорії $350,000 – Килим (i) – 32S/32Q/16D Одиночний розряд – Парний розряд | Мері Джо Фернандес 6–1, 6–3                   | Барбара Паулюс                      | Габріела Сабатіні Катарина Малеєва  | Гелена Сукова Зіна Гаррісон Яна Новотна Сабін Аппельманс             |
| 15 жовтня | Porsche Tennis Grand Prix Фільдерштадт, West Німеччина Турнір 2 категорії $350,000 – Килим (i) – 32S/32Q/16D Одиночний розряд – Парний розряд | Мері Джо Фернандес Зіна Гаррісон 7–5, 6–3     | Мерседес Пас Аранча Санчес Вікаріо  | Габріела Сабатіні Катарина Малеєва  | Гелена Сукова Зіна Гаррісон Яна Новотна Сабін Аппельманс             |
| 15 жовтня | Arizona Classic Скоттсдейл, США Турнір 4 категорії $150,000 – Тверде – 32S/32Q/16D Одиночний розряд – Парний розряд                           | Кончіта Мартінес 7–5, 6–1                     | Маріанн Вердел                      | Монік Джейвер Емі Фрейзер           | Аманда Кетцер Еріка Делоун Сьюзен Слоун Стефані Роттьєр              |
| 15 жовтня | Arizona Classic Скоттсдейл, США Турнір 4 категорії $150,000 – Тверде – 32S/32Q/16D Одиночний розряд – Парний розряд                           | Еліз Берджін Гелен Келесі 6–4, 6–2            | Сенді Коллінз Ронні Рейс            | Монік Джейвер Емі Фрейзер           | Аманда Кетцер Еріка Делоун Сьюзен Слоун Стефані Роттьєр              |
| 22 жовтня | Midland Bank Championships Брайтон, Great Britain Турнір 2 категорії $350,000 – Килим (i) – 32S/32Q/16D Одиночний розряд – Парний розряд      | Штеффі Граф 7–5, 6–3                          | Гелена Сукова                       | Катаріна Ліндквіст Катарина Малеєва | Наталі Тозья Каті Каверзасіо Сара Гомер Сандра Чеккіні               |
| 22 жовтня | Midland Bank Championships Брайтон, Great Britain Турнір 2 категорії $350,000 – Килим (i) – 32S/32Q/16D Одиночний розряд – Парний розряд      | Гелена Сукова Наталі Тозья 6–1, 6–4           | Джо Дьюрі Наташа Звєрєва            | Катаріна Ліндквіст Катарина Малеєва | Наталі Тозья Каті Каверзасіо Сара Гомер Сандра Чеккіні               |
| 22 жовтня | Puerto Rico Open Дорадо (Пуерто-Рико), Пуерто-Рико Турнір 4 категорії $150,000 – Тверде – 32S/32Q/16D Одиночний розряд – Парний розряд        | Дженніфер Капріаті 5–7, 6–4, 6–2              | Зіна Гаррісон                       | Керрі Каннінгем Джиджі Фернандес    | Енн Гроссман Флоренсія Лабат Одра Келлер Марія Страндлунд            |
| 22 жовтня | Puerto Rico Open Дорадо (Пуерто-Рико), Пуерто-Рико Турнір 4 категорії $150,000 – Тверде – 32S/32Q/16D Одиночний розряд – Парний розряд        | Олена Брюховець Наталія Медведєва 6–4, 6–2    | Емі Фрейзер Джулі Річардсон         | Керрі Каннінгем Джиджі Фернандес    | Енн Гроссман Флоренсія Лабат Одра Келлер Марія Страндлунд            |
| 29 жовтня | Virginia Slims of Nashville Брентвуд (Теннессі), США Турнір 4 категорії $150,000 – Тверде – 32S/32Q/16D Одиночний розряд – Парний розряд      | Наталія Медведєва 6–3, 7–6(7–3)               | Сьюзен Слоун                        | Олена Брюховець Елна Рейнах         | Сесілія Дальман Темі Вітлінгер Раффаелла Реджі Лінда Вілд            |
| 29 жовтня | Virginia Slims of Nashville Брентвуд (Теннессі), США Турнір 4 категорії $150,000 – Тверде – 32S/32Q/16D Одиночний розряд – Парний розряд      | Кеті Джордан Лариса Савченко-Нейланд 6–1, 6–2 | Бренда Шульц-Маккарті Кароліна Віс  | Олена Брюховець Елна Рейнах         | Сесілія Дальман Темі Вітлінгер Раффаелла Реджі Лінда Вілд            |
| 29 жовтня | Virginia Slims of California Окленд (Каліфорнія), США Турнір 2 категорії $350,000 – Килим (i) – 28S/16D Одиночний розряд – Парний розряд      | Моніка Селеш 6–3, 7–6(7–5)                    | Мартіна Навратілова                 | Мередіт Макґрат Зіна Гаррісон       | Радка Зрубакова Розалін Феербенк Маріанн Вердел Стефані Реге         |
| 29 жовтня | Virginia Slims of California Окленд (Каліфорнія), США Турнір 2 категорії $350,000 – Килим (i) – 28S/16D Одиночний розряд – Парний розряд      | Мередіт Макґрат Енн Сміт 2–6, 6–0, 6–4        | Розалін Феербенк Робін Вайт         | Мередіт Макґрат Зіна Гаррісон       | Радка Зрубакова Розалін Феербенк Маріанн Вердел Стефані Реге         |

### Листопад
| Тиждень      | Турнір | Чемпіонки                                    | Фіналістки                         | Півфіналістки                      | Чвертьфіналістки                                                        |
| ------------ | --- | -------------------------------------------- | ---------------------------------- | ---------------------------------- | ----------------------------------------------------------------------- |
| 5 листопада  | Virginia Slims of New England Вустер (Массачусетс), США Турнір 2 категорії $350,000 – Килим (i) – 32S/16D Одиночний розряд – Парний розряд | Штеффі Граф 7–6(7–5), 6–3                    | Габріела Сабатіні                  | Мануела Малеєва Мері Джо Фернандес | Наташа Звєрєва Мерседес Пас Гелена Сукова Емі Фрейзер                   |
| 5 листопада  | Virginia Slims of New England Вустер (Массачусетс), США Турнір 2 категорії $350,000 – Килим (i) – 32S/16D Одиночний розряд – Парний розряд | Джиджі Фернандес Гелена Сукова 3–6, 6–3, 6–3 | Мері Джо Фернандес Яна Новотна     | Мануела Малеєва Мері Джо Фернандес | Наташа Звєрєва Мерседес Пас Гелена Сукова Емі Фрейзер                   |
| 5 листопада  | Jello Tennis Classic Індіанаполіс, США Турнір 4 категорії $150,000 – Тверде (i) – 32S/32Q/16D Одиночний розряд – Парний розряд             | Кончіта Мартінес 6–4, 6–2                    | Лейла Месхі                        | Катарина Малеєва Наталія Медведєва | Сьюзен Слоун Раффаелла Реджі Мередіт Макґрат Ніколь Брадтке             |
| 5 листопада  | Jello Tennis Classic Індіанаполіс, США Турнір 4 категорії $150,000 – Тверде (i) – 32S/32Q/16D Одиночний розряд – Парний розряд             | Патті Фендік Мередіт Макґрат 6–1, 6–1        | Катріна Адамс Джилл Гетерінгтон    | Катарина Малеєва Наталія Медведєва | Сьюзен Слоун Раффаелла Реджі Мередіт Макґрат Ніколь Брадтке             |
| 12 листопада | Чемпіонат Туру WTA Нью-Йорк, США Рік-end Championship $3,000,000 – Килим (i) – 16S/8D Одиночний розряд – Парний розряд                     | Моніка Селеш 6–4, 5–7, 3–6, 6–4, 6–2         | Габріела Сабатіні                  | Штеффі Граф Мері Джо Фернандес     | Катарина Малеєва Кончіта Мартінес Мануела Малеєва Аранча Санчес Вікаріо |
| 12 листопада | Чемпіонат Туру WTA Нью-Йорк, США Рік-end Championship $3,000,000 – Килим (i) – 16S/8D Одиночний розряд – Парний розряд                     | Кеті Джордан Елізабет Смайлі 7–6(7–4), 6–4   | Мерседес Пас Аранча Санчес Вікаріо | Штеффі Граф Мері Джо Фернандес     | Катарина Малеєва Кончіта Мартінес Мануела Малеєва Аранча Санчес Вікаріо |

## Рейтинги
Нижче наведено по двадцять перших на кінець року гравчинь у рейтингу WTA в одиночному та парному розряді.
| Одиночний розряд | Одиночний розряд            | Одиночний розряд | Одиночний розряд | Одиночний розряд |
| ---------------- | --------------------------- | ---------------- | ---------------- | ---------------- |
| Ранг             | Гравчиня                    | Пункти           | 1989             | Зміна            |
| 1                | Штеффі Граф (GER)*          | 278.1021         | 1                | =                |
| 2                | Моніка Селеш (YUG)          | 203.7537         | 6                | +4               |
| 3                | Мартіна Навратілова (USA)   | 199.4231         | 2                | -1               |
| 4                | Мері Джо Фернандес (USA)    | 147.0286         | 12               | +8               |
| 5                | Габріела Сабатіні (ARG)     | 137.0174         | 3                | -2               |
| 6                | Катарина Малеєва (BUL)      | 115.8375         | 15               | +9               |
| 7                | Аранча Санчес Вікаріо (ESP) | 112.6067         | 5                | -2               |
| 8                | Дженніфер Капріаті (USA)    | 103.4132         | NR               | NR               |
| 9                | Мануела Малеєва (SUI)       | 103.1532         | 9                | =                |
| 10               | Зіна Гаррісон (USA)         | 100.5247         | 4                | -6               |
| 11               | Кончіта Мартінес (ESP)      | 98.5629          | 7                | -4               |
| 12               | Наташа Звєрєва (URS)        | 77.5000          | 27               | +15              |
| 13               | Яна Новотна (CZE)           | 77.2556          | 11               | -2               |
| 14               | Гелена Сукова (CZE)         | 77.1402          | 8                | -6               |
| 15               | Барбара Паулюс (AUT)        | 69.9286          | 24               | +9               |
| 16               | Емі Фрейзер (USA)           | 64.0667          | 33               | +17              |
| 17               | Юдіт Візнер (AUT)           | 62.7778          | 35               | +18              |
| 18               | Наталі Тозья (FRA)          | 60.3500          | 25               | +7               |
| 19               | Лейла Месхі (URS)           | 53.7500          | 30               | +11              |
| 20               | Сандра Чеккіні (ITA)        | 41.8000          | 26               | +6               |

| Парний розряд | Парний розряд                 | Парний розряд | Парний розряд | Парний розряд |
| ------------- | ----------------------------- | ------------- | ------------- | ------------- |
| Ранг          | Гравчиня                      | Пункти        | 1989          | Зміна         |
| 1             | Гелена Сукова (CZE)           | 413.6944      | 2             | +1            |
| 2             | Яна Новотна (CZE)             | 387.3147      | 5             | +3            |
| 3             | Джиджі Фернандес (USA)        | 335.6825      | 7             | +4            |
| 4             | Мартіна Навратілова (USA)     | 309.4167      | 1             | -3            |
| 5             | Наташа Звєрєва (URS)          | 243.7574      | 6             | +1            |
| 6             | Мері Джо Фернандес (USA)      | 237.4000      | 8             | +2            |
| 7             | Лариса Савченко-Нейланд (URS) | 231.9031      | 3             | -4            |
| 8             | Аранча Санчес Вікаріо (ESP)   | 222.8333      | 49            | +31           |
| 9             | Кеті Джордан (USA)            | 219.1909      | 65            | +56           |
| 10            | Елізабет Смайлі (AUS)         | 218.0220      | 14            | +4            |
| 11            | Патті Фендік (USA)            | 199.3477      | 15            | +4            |
| 12            | Робін Вайт (USA)              | 194.9389      | 12            | =             |
| 13            | Зіна Гаррісон (USA)           | 178.7692      | 9             | -4            |
| 14            | Мерседес Пас (ARG)            | 166.3103      | 41            | +27           |
| 15            | Бетсі Нагелсен (USA)          | 164.0500      | 23            | +6            |
| 16            | Мередіт Макґрат (USA)         | 161.3462      | 33            | +17           |
| 17            | Енн Сміт (USA)                | 148.3911      | 129           | +112          |
| 18            | Гретхен Раш (USA)             | 134.9474      | 29            | +11           |
| 19            | Елна Рейнах (RSA)             | 128.5588      | 20            | +1            |
| 20            | Ліз Грегорі (RSA)             | 125.9091      | 35            | +15           |

* Західна Німеччина (ФРН) до возз'єднання.